# Helen Brooke Taussig
Helen Brooke Taussig, född 24 maj 1898, död 20 maj 1986, var en amerikansk läkare och  kardiolog. Taussig, som var verksam i Baltimore och Boston, grundade[källa behövs] pediatriska kardiologin och tog fram en teknik som förlänger livet på barn med TOF (Fallots tetralogi), en form av "Baby Blue"-syndrom. Tekniken har fått namnet Blalock-Thomas-Taussig-shunt och utvecklades av Alfred Blalock och Vivien Thomas, vilka var kollegor med Taussig på Johns Hopkins Hospital i Baltimore.
Taussig var under 1960-talet mycket aktiv i kampanjer och upplysning för att informera om de stora hälsoriskerna för gravida att använda talidomid, då detta ökar risken för fosterskador i form av fokomeli. Hennes arbete gav genomslag och läkemedlet förbjöds i USA och Europa. 
Taussig var den första kvinnliga ordföranden för amerikanska Hjärtfonden (American Heart Association), dessutom var hon den första barnläkaren att sitta på den ärofyllda posten.  År 1964 belönades Taussig med priset Presidentens frihetsmedalj, vilken är USA:s främsta civila utmärkelse, för sina enastående insatser och bedrifter. 

## Biografi
Helen Brooke Taussig föddes i Cambridge, Massachusetts den 24 maj 1898 i Cambridge i Massachusetts. Hon var det yngsta av fyra barn, och var dotter till F.W. Taussig och Edith Thomas Gulid. Hennes far var ekonom vid Harvard University och hennes mor var en av de första studenterna vid Radcliffe College, ett kvinnouniversitet i Cambridge.
Till följd av en öroninfektion i den tidiga barndomen blev Taussig delvis döv, vilken i tidig vuxen ålder senare utvecklades till permanent och full dövhet. När Taussig var 11 år gammal dog hennes mamma i tuberkulos, en sjukdom som även Taussig var sjuk i under flera år. Detta, i kombination med hennes svåra dyslexi och partiella dövhet, gjorde att Taussig fick extra undervisning av sin far för att kunna genomföra sina studier, vilka hon genomförde med stor framgång. 
År 1917 tog hon examen från Cambridge School for Girls, för att sedan under två år studera vid Radcliffe College innan hon tog en kandidatexamen 1921 från Berkeleyuniversitetet. Efter sin kandidatexamen ämnade Taussig studera medicin vid Harvard, men universitetet tillät inte kvinnor att ta en examen vid denna tid (även om de i teorin accepterade kvinnliga studenter, dock utan en examen).  Istället för att läsa läkarprogrammet övervägde hon att studera folkhälsa, ett ämne som hennes far tyckte var mer lämpligt för kvinnor. Dock fick hon reda på att även här skulle hon aldrig få en examen, och hon valde istället att läsa några kurser inom histologi, bakteriologi och anatomi vid Boston University. Här vad hon dock tvungen att sitta åtskild från sina manliga klasskamrater, och hade ingen som pratade med henne. Några år senare, efter uppmaning av en professor, sökte hon och blev antagen till Johns-Hopkins-universitetet, där hon tog sin läkarexamen 1927.
Efter att Taussig avslutat sina läkarstudier fortsatte hon som kardiolog ett år på Johns Hopkins för att sedan under två år praktisera inom ämnet pediatrik. Taussig fick även två Archibal Fellowships efter sina läkarstudier. Några år efter studierna ville Taussig specialisera sin inom intermedicin. Dock fanns det bara en ledig tjänst för kvinnor inom området, och denna var till Taussigs besvikelse redan fylld. Taussig bestämde sig därför för att istället specialisera sig inom pediatrik, vilket hon ägnade resten av sitt liv åt.
Under sin karriär belönades Taussig med över 20 utmärkelser och priser. Dessutom var hon medlem och verksam i flera professionella föreningar. 

## Fortsatt karriär
Som läkare var Taussig banbrytande för användningen av röntgen och fluoroskopi men även för att undersöka förändringar i ett barns hjärta och lungor på ett mindre invasivt sätt. Hon var mycket skicklig på att diagnostisera hjärtsjukdomar genom att känna hjärtslag med fingertopparna, snarare än att lyssna med ett stetoskop.
Förutom sitt dagliga kliniska arbete som barnläkare var Taussig också en duktig akademisk kliniker. Hon publicerade 100 akademiska artiklar under sin karriär, med tanke på olika aspekter av kardiologi, inklusive biomedicinsk etik och hjärtsjukdomens evolutionära ursprung. I sin forskning om de långsiktiga resultaten av mottagare av shunten, höll Taussig kontakt med många av sina patienter när de växte till vuxen ålder och medelålder.
1947, efter ett decennium av materialinsamling, publicerade Taussig sin magnum opus, Congenital Malformations of the Heart, som anses vara grundtexten för pediatrisk kardiologi som ett oberoende område. Boken utökades till två volymer för en andra upplaga publicerad 1960.

## Pensionering och död
Taussig pensionerade sig officiellt från Johns Hopkins år 1963, då 65 år gammal, men fortsatte att undervisa och föreläsa under flera år. Hon fortsatte även att skriva vetenskapliga artiklar inom sitt område, 41 stycken efter att hon gått i pension. Taussig förespråkade användning av djur inom medicinsk forskning och var även för legaliserad abort, såväl som palliativ vård och hospice.
År 1977 flyttade Helen Brooke Taussig till ett pensionärssamhälle på Kennet Square i Pennsylvania. Även under den här perioden i sitt liv fortsatte hon att vara delaktig i forskningsarbeten. Vid tiden då Taussig avled forskade hon på den genetiska grunden för medfödda hjärtfel hos fåglar.
Den 20 maj 1986, endast fyra dagar innan sin 88-årsdag, krockade Taussig och hennes väninnor när de var på väg för att rösta. Taussig avled på Chester County Hospital någon timma efter kollisionen. Hon donerade sin kropp till Johns Hopkins.

## Utmärkelser och priser
- 1947: Chevalier (knight) of the Legion d'Honneur
- 1948: Passano Foundation Award för ett enastående bidrag till medicinsk vetenskap, delades med Alfred Blalock - Första gången priset delades, och första gången en kvinna fick det
- 1953: Hedersmedalj från American College of Chest Physicians
- 1954: Feltrinelli Award
- 1957: Albert Lasker Award för ett enastående bidrag till medicinen
- 1957: Elanor Roosevelt Achievement Award
- 1960: Hedersstipendium vid American College of Cardiology
- 1963: Gold Heart Award
- 1994: Nedslagskratern Taussig på planeten Venus[23]